# Ministério das Relações Exteriores da Rússia

Emblema do Ministério das Relações Exteriores da Rússia, criado em dezembro de 1991

O Ministério das Relações Exteriores da Rússia (Russo: Министерство иностранных дел Российской Федерации, МИД РФ) é uma instituição governamental encarregada em liderar políticas e relações de outras nações com a Rússia. Desde 2004, o ministro do ministério é o diplomata Sergey Lavrov, que já entrou como supervisor durante o Ministério das Relações Exteriores na União Soviética.